# Brown Deer
Brown Deer – wieś w hrabstwie Milwaukee, stanie Wisconsin, USA, część Obszaru Metropolitalnego Milwaukee. Według spisu z 2010 roku 11 999 mieszkańców.

## Historia
Miejscowość została założona w 1955 roku jako fragment wydzielony z nieistniejącego już miasteczka Granville, którego reszta terenów została włączona w granice miasta Milwaukee.